# Maximo Kiernan
Pour les articles homonymes, voir Kiernan.
Maximo Kiernan né le 2 octobre 1994, est un joueur argentin de hockey sur gazon. Il évolue à La Plata et avec l'équipe nationale argentine.

## Carrière
- Débuts en équipe première le 24 avril 2022 contre l'Afrique du Sud à Buenos Aires dans le cadre de la Ligue professionnelle 2021-2022[1].